# Mordellina parva
Mordellina parva är en skalbaggsart som först beskrevs av Liljeblad 1945.  Mordellina parva ingår i släktet Mordellina och familjen tornbaggar. Inga underarter finns listade i Catalogue of Life.